# Wahl des Parlaments der Deutschsprachigen Gemeinschaft 2024
- SP: 3
- Ecolo: 2
- Vivant: 4
- PFF: 3
- ProDG: 8
- CSP: 5

Die Wahl des Parlaments der Deutschsprachigen Gemeinschaft 2024 fand am 9. Juni 2024 statt. Gewählt wurden die Mitglieder der Legislative der Deutschsprachigen Gemeinschaft Belgiens für die Legislaturperiode 2024–2029. Zur Wahl standen die Christlich Soziale Partei (CSP), Ecolo, die Partei für Freiheit und Fortschritt (PFF), ProDG, die Sozialistische Partei (SP), Vivant, die Liste24.dg und HUPPERTZ+CO.
Am selben Tag fanden auch die Wahl zur belgischen Abgeordnetenkammer, die Europawahl in Belgien sowie die Wahlen zum Flämischen, zum Wallonischen und zum Brüsseler Hauptstadtparlament statt.
Die Wahllokale waren von 8 Uhr bis 14 Uhr (bei traditioneller Stimmabgabe) bzw. 16 Uhr (bei elektronischer Stimmabgabe) geöffnet.
Nach der Wahl wurde eine Koalition aus ProDG, CSP und PFF gebildet.

## Spitzenkandidaten der antretenden Parteien
| Partei:                 |                                 |                            |                    |                  |                                           |                 |                  |
| ProDG                   | Christlich Soziale Partei (CSP) | Sozialistische Partei (SP) | Vivant             | Ecolo            | Partei für Freiheit und Fortschritt (PFF) | Liste24.dg      | HUPPERTZ+CO      |
| Spitzenkandidaten:      |                                 |                            |                    |                  |                                           |                 |                  |
| Oliver Paasch           | Jérôme Franssen                 | Antonios Antoniadis        | Michael Balter     | Fabienne Colling | Gregor Freches                            | Gerhard Schmitz | Jolyn Huppertz   |
| Politische Ausrichtung: |                                 |                            |                    |                  |                                           |                 |                  |
| Regionalismus           | Christdemokratie                | Sozialdemokratie           | Sozialliberalismus | Grüne Politik    | Liberalismus                              | n/a             | Christdemokratie |

## Ergebnis

Stimmenstärkste Parteien nach Gemeinden

| Wahl zum Parlament der Deutschsprachigen Gemeinschaft 2024 | Wahl zum Parlament der Deutschsprachigen Gemeinschaft 2024 | Wahl zum Parlament der Deutschsprachigen Gemeinschaft 2024 | Wahl zum Parlament der Deutschsprachigen Gemeinschaft 2024 | Wahl zum Parlament der Deutschsprachigen Gemeinschaft 2024 | Wahl zum Parlament der Deutschsprachigen Gemeinschaft 2024 | Wahl zum Parlament der Deutschsprachigen Gemeinschaft 2024 | Wahl zum Parlament der Deutschsprachigen Gemeinschaft 2024 |  |
| Partei                                                     | Partei                                                     | Ausrichtung                                                | Stimmen                                                    | Stimmen                                                    | Stimmen                                                    | Sitze                                                      | Sitze                                                      |  |
| Partei                                                     | Partei                                                     | Ausrichtung                                                | Zahl                                                       | %                                                          | +/-                                                        | Zahl                                                       | +/-                                                        |  |
| ---------------------------------------------------------- | ---------------------------------------------------------- | ---------------------------------------------------------- | ---------------------------------------------------------- | ---------------------------------------------------------- | ---------------------------------------------------------- | ---------------------------------------------------------- | ---------------------------------------------------------- |  |
|                                                            | ProDG                                                      | Regionalismus                                              | 11.654                                                     | 29,10                                                      | ▲5,77                                                      | 8                                                          | ▲2                                                         |  |
|                                                            | Christlich Soziale Partei (CSP)                            | Christdemokratie                                           | 7.920                                                      | 19,78                                                      | ▼3,36                                                      | 5                                                          | ▼1                                                         |  |
|                                                            | Vivant                                                     | Sozialliberalismus                                         | 5.700                                                      | 14,23                                                      | ▼0,58                                                      | 4                                                          | ▲1                                                         |  |
|                                                            | Sozialistische Partei (SP)                                 | Sozialdemokratie                                           | 5.473                                                      | 13,67                                                      | ▼1,18                                                      | 3                                                          | ▼1                                                         |  |
|                                                            | Partei für Freiheit und Fortschritt (PFF)                  | Liberalismus                                               | 4.817                                                      | 12,03                                                      | ▲0,67                                                      | 3                                                          | ▬                                                          |  |
|                                                            | Ecolo                                                      | Grüne Politik                                              | 3.644                                                      | 9,10                                                       | ▼3,41                                                      | 2                                                          | ▼1                                                         |  |
|                                                            | HUPPERTZ+CO                                                | Christdemokratie                                           | 666                                                        | 1,66                                                       | (neu)                                                      | 0                                                          | (neu)                                                      |  |
|                                                            | Liste24.dg                                                 |                                                            | 173                                                        | 0,43                                                       | (neu)                                                      | 0                                                          | (neu)                                                      |  |
| Gesamt                                                     | Gesamt                                                     | Gesamt                                                     | 40.047                                                     | 100,00                                                     | ▬                                                          | 25                                                         | ▬                                                          |  |
| Gültige Stimmen                                            | Gültige Stimmen                                            | Gültige Stimmen                                            | 40.047                                                     | 92,29                                                      |                                                            |                                                            |                                                            |  |
| Ungültige Stimmen                                          | Ungültige Stimmen                                          | Ungültige Stimmen                                          | 3.346                                                      | 7,71                                                       |                                                            |                                                            |                                                            |  |
| Abgegebene Stimmen                                         | Abgegebene Stimmen                                         | Abgegebene Stimmen                                         | 43.393                                                     | 100,00                                                     |                                                            |                                                            |                                                            |  |
| Anzahl der Wahlberechtigten und Wahlbeteiligung            | Anzahl der Wahlberechtigten und Wahlbeteiligung            | Anzahl der Wahlberechtigten und Wahlbeteiligung            | 49.652                                                     | 87,39                                                      |                                                            |                                                            |                                                            |  |

## Nach der Wahl
Am 1. Juli 2023 konstituierte sich das neu gewählte Parlament. 12 der 25 Parlamentarier sind zum ersten Mal im Parlament vertreten. Patricia Creutz-Vilvoye (CSP) wurde zur Vorsitzenden des Hauses gewählt. Die neue Regierungskoalition besteht aus ProDG, CSP und PFF, die zusammen 16 von 25 Sitzen im Parlament erhalten haben. Ministerpräsident wurde wieder Oliver Paasch.